# 松尾崇
松尾 崇（まつお たかし、1973年〈昭和48年〉9月6日 - ）は、日本の政治家。神奈川県鎌倉市長（4期）。元神奈川県議会議員（1期）、元鎌倉市議会議員（2期）。

## 来歴
神奈川県鎌倉市生まれ。鎌倉市立西鎌倉小学校、鎌倉学園中学校・高等学校、日本大学経済学部経済学科卒業。大学在学中は小林晃（商学者）の貿易論のゼミに所属する。1996年、日本通運入社。通関課配属。1999年、退社。2000年1月、元官僚の江田憲司の秘書となる。なお江田は同年6月の第42回衆議院議員総選挙に出馬するも落選。
2001年4月22日、鎌倉市議会議員選挙に出馬し、史上最年少でトップ当選を果たした。2005年、鎌倉市議再選。
2007年、市議を任期途中で辞職。同年4月8日執行の神奈川県議会議員選挙に鎌倉市選挙区（定数2）から出馬し、トップ当選。

### 鎌倉市長
2009年4月の鎌倉市議会議員選挙に際し、石渡徳一市長の後援会関係者が陣中見舞いとして候補者に現金を渡していたことが発覚。このため同年10月の市長選挙に向けての石渡の3選出馬が危ぶまれることとなった。
同年6月9日、元県議の渡辺光子が任期満了に伴う鎌倉市長選挙に立候補する意向を表明。6月25日、石渡に対する辞職勧告決議案が可決。7月25日、松尾も市長選出馬を表明した。8月30日に行われた衆院選・神奈川4区では、民主党新人の長島一由が初当選。同党を除籍され、みんなの党から出た浅尾慶一郎が比例復活で当選。自民党現職の林潤は次点で落選した。石渡は市長選不出馬の道を選んだ。
同年10月25日執行の鎌倉市長選挙に、浅尾や江田憲司などみんなの党の国会議員の支援を受けて立候補。民主党・神奈川ネットワーク運動推薦、社会民主党支持の渡辺には長島がついたため、この年の市長選は長島と浅尾の「代理戦争」とも呼ばれた。松尾が渡辺を大差で破り、初当選を果たした。
※当日有権者数：147,371人 最終投票率：44.60%（前回比：－2.89pts）
| 候補者名 | 年齢 | 所属党派 | 新旧別 | 得票数   | 得票率 | 推薦・支持                                                |
| -------- | ---- | -------- | ------ | -------- | ------ | --------------------------------------------------------- |
| 松尾崇   | 36   | 無所属   | 新     | 40,096票 | 62.32% |                                                           |
| 渡辺光子 | 59   | 無所属   | 新     | 24,244票 | 37.68% | （推薦）民主党・神奈川ネットワーク運動 （支持）社会民主党 |

2013年10月27日執行の鎌倉市長選挙に出馬。著述業の岩田薫を破り、再選。投票率は37.40%。
2017年10月22日執行の鎌倉市長選挙で3人の新人候補者を破り3選。
2021年10月17日執行の鎌倉市長選挙で2人の新人候補者を破り4選。

## 市政
新型コロナウイルス対策
2020年4月16日、新型コロナウイルス感染拡大の影響で苦しむ市内の飲食店などの中小事業者を支援するため、最大100万円を上限に家賃を補助する方針を明らかにした。総額2億円を想定する財源は事業見直しで捻出するほか、ふるさと納税や基金創設、財政調整基金取り崩しなども検討する。
同年6月10日、新型コロナウイルス対策の財源に充てるため、自身の12月期末手当を全額カットする条例案を市議会定例会に提出した。副市長については50％、教育長については30％減額する。削減額は計約480万円。
憲法記念日講演会の講師拒否問題
鎌倉市では毎年5月3日、市と、公募市民で構成される鎌倉平和推進実行委員会の主催によるイベント「憲法記念日のつどい」が開かれていた。2017年のイベントが順調に開催されたあとの同年12月、実行委員会は講師の選定を始め、憲法学者の木村草太首都大学東京（現・東京都立大学）教授を含む3人を候補に挙げた。ところが2018年1月、市は「政治的要素が見られる」と難色を示した。委員は「全く政治性のないことはありえない」と反論し、改めて木村を1番目の候補者として5人を提案したが、市は拒否。この直後、市はイベントの運営主体を「主催：鎌倉市、企画運営：実行委員会」に変えた。この年の「憲法記念日のつどい」は映画監督の金高謙二が務めた。さらに市は実行委員会に相談せずに、2019年度から名称を「憲法記念日のつどい」から「平和のつどい」に変更。実行委員会の批判を受けて謝罪する出来事もあった。2020年11月、市は新型コロナウイルスの影響でイベント開催が難しいことや財政難を理由に、翌年度に実行委員の公募を休止すると委員に告げた。元委員は「コロナは休止の理由になっていない」と指摘。公募を続けるよう求めて市議会に請願を提出し、2021年2月、継続審査になった。
2021年4月30日、東京新聞は以上の経緯を報道。市は同紙の取材に「憲法記念日のつどいで憲法学者が講演すると憲法9条にも言及する懸念があり、木村氏の講演は遠慮願いたいと実行委員会に伝えた」と話した。
市の対応に対し、識者は「市民の活発な議論を下支えすることは行政の中立性を損なわない。鎌倉市の判断は民主主義に逆行している」と批判。委員の一人は「いろいろな考えがある中、平和のためにみんなで話し合ってやってきた。政治を持ち込んだのは市だ」と憤りの声を上げた。
その他
- 2012年2月24日、鎌倉市は、鎌倉市長選、鎌倉市議選の同日選挙を目指し、埼玉県所沢市と共同で構造改革特区制度の規制改革案を政府に提出した。しかし同年8月22日、総務省から「対応不可」との返答が来た[19][20]。
- 2019年12月4日、LGBTなど性的少数者のカップルが婚姻に相当する関係にあると認める「パートナーシップ宣誓制度」を導入した[21]。

## 人物
- 家族は妻、3女[1][2]。

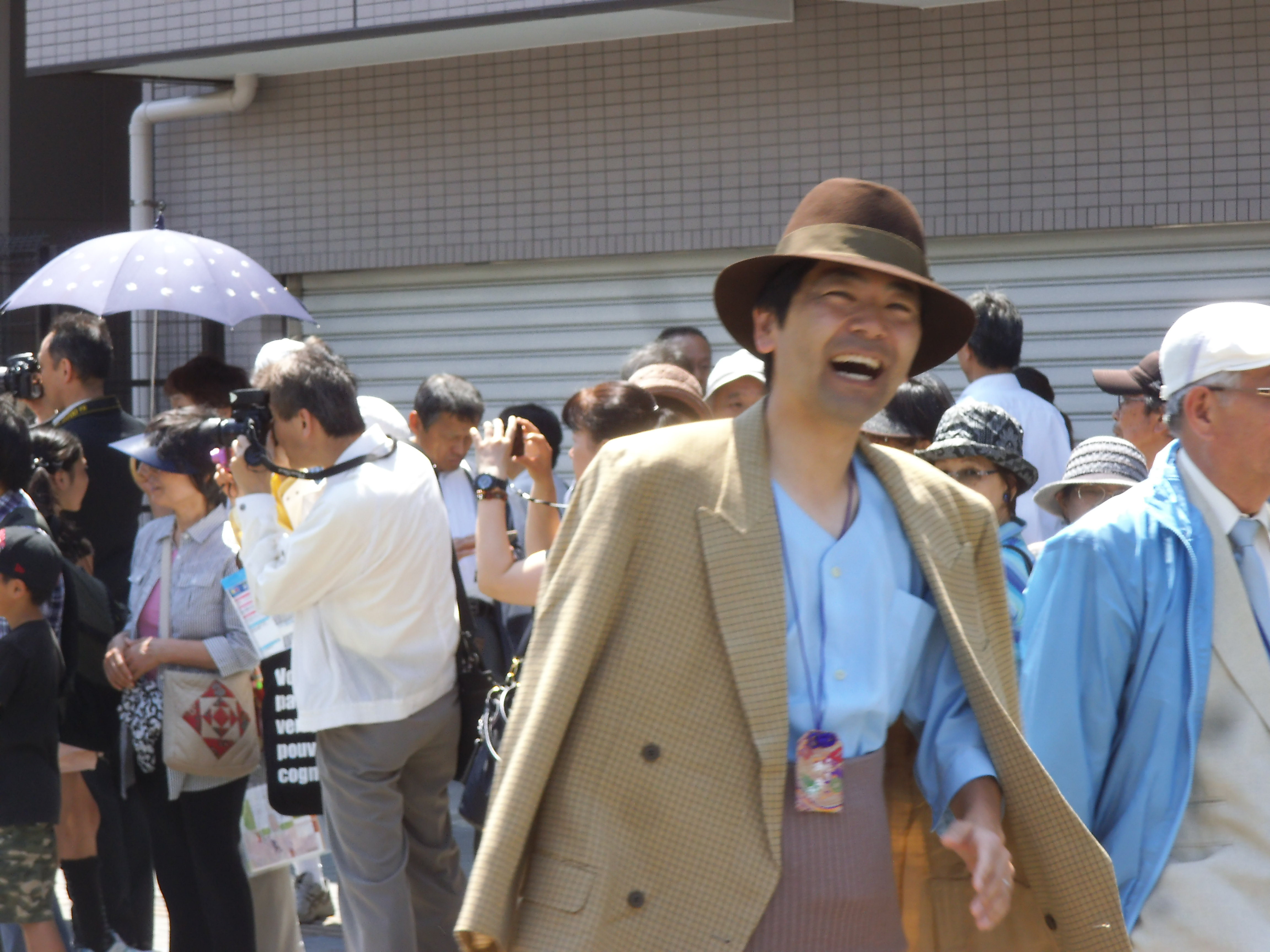
2015年5月10日の大船仮装パレードにフーテンの寅さんに扮して参加した松尾崇鎌倉市長

- 祭好きとして知られており、腰越小動神社例大祭、龍口寺法難会万灯練供養には、可能な限り参加している[要出典]。
- 好きな歴史上の人物は上杉鷹山、劉備玄徳[2]。
- 好きな歌手はメイヤ、宇多田ヒカル[2]。
- 龍馬プロジェクトに参加しており、首長会メンバーに名を連ねる[22]。